# Mantra
Pour les articles homonymes, voir Mantra (homonymie).

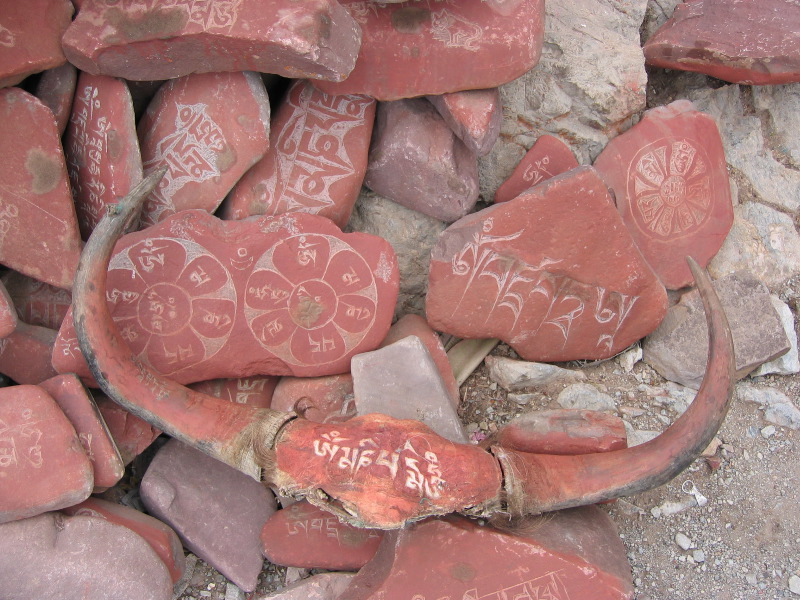
Exemple de mantra gravés sur des pierres : une pratique courante dans les régions bouddhistes.

Un mantra (sanskrit ; devanāgarī : मन्त्र) est une formule sacrée ou invocation utilisée dans l'hindouisme, le bouddhisme, le sikhisme et le jaïnisme.
On trouve les premiers mantra en sanskrit védique dans le Rig-Véda, qui sont utilisés à des fins rituelles. Leur usage a par la suite été systématisé dans le tantrisme en tant qu'instrument de salut. Depuis l'Inde, ils se sont répandus avec le bouddhisme, au Tibet, en Asie du Sud-Est et en Extrême-Orient. De nos jours, ils sont aussi utilisés en Occident à des fins spirituelles ou méditatives.

## Étymologie
Le mot est dérivé de la racine sanskrite man, « penser », originellement indo-européen *men, « voir ». Le suffixe tra sert à former des mots qui désignent des instruments ou objets, le mantra serait donc un « instrument de pensée ». Des grammairiens indiens y voient un dérivé d’une racine spécialisée matr, avec le sens de « parole cachée ».
Une autre étymologie, issue de textes tantriques, fait de man-tra, une formule « qui protège l'esprit », dérivé de deux racines : man (penser) et du suffixe tra (qui protège) (relié à la racine trai, protéger ou sauver), le terme mantra désigne une formule, de nature spirituelle et à valeur salvatrice.

## Définition et limites de traduction
Une définition connue en sanskrit se fait par la phrase mananāt trāyate iti mantraḥ : le mantra est ce qui protège ou libère l'esprit de celui qui y pense,.
Pierre-Sylvain Filliozat définit le mantra comme une parole de vertu et de puissance surnaturelle liée à un rite : « L'idée de base est celle d'une vertu, d'une puissance surnaturelle appartenant à la parole. Il semble que cette vertu soit conçue avant tout pour l'acte de parole, la formule énoncée dans le rite, mais non pas la langue en tant que telle. Ou si l'on parle d'un caractère sacré, d'un pouvoir de la langue, c'est par transfert, parce qu'elle est la langue de la formule. Cette dernière est désignée par le terme mantra ».
Selon Louis Frédéric, le mantra est une « formule sacrée [qui] a un caractère magique, et aurait le pouvoir de faire se matérialiser la divinité qu'elle représente ou symbolise ».
Au sujet du rituel védique, Frits Staal écrit que traduire le mot mantra en anglais « de façon approximative, pratique et brève par sacred formula [formule sacrée] ou spell [charme, incantation, sort] est souvent approprié ». Mais il ajoute que la traduction par le mot spell est vague et ne suffit pas, en expliquant qu'un mantra peut certes servir à invoquer des divinités, mais que dans le tantrisme, les mantras sont des divinités.(p191).
André Padoux va jusqu'à écrire dans un article du Monde : « Le mot mantra est intraduisible. On dit en général : formule, ou formule mystique (pourquoi mystique ? mystère ! ), ce qui est inadéquat et trompeur. L'étymologie ferait traduire : instrument de pensée ; mais c'est aussi un instrument d'action et de salut. » Dans un article rédigé pour Universalis, il décrit les mantra comme des « formules sacrées à usage liturgique, rituel, spirituel ou magique ».

## Origine et histoire
On trouve dans la Samhita du Rig-Véda, composé vraisemblablement vers 1500-1000 av. J.-C., les premiers mantra en sanskrit védique,. Depuis l'Inde, ils se sont répandus, avec le bouddhisme, au Tibet, en Asie du Sud-Est et en Extrême-Orient.
D'après Pierre-Sylvain Filliozat « L'idée que le mantra est sanskrit et qu'il n'y a pas de mantra en d'autres langues est générale. Dans le cadre de l'hindouisme cette idée ne semble pas ébranlée. [...] La puissance efficace est considérée comme le propre du sanskrit ». Dans le bouddhisme tibétain, la plupart sont également en sanskrit, et Philippe Cornu précise qu'il en existe de nombreux dans des langues inconnues, « non humaines ».
Le mantra peut être extrait du Veda et utilisé à des fins rituelles, ou être construit à partir de règles enseignées dans les Tantra. Dans le tantrisme, le mantra est « la forme sonore, efficacement utilisable par un adepte qualifié, de tel ou tel aspect de l'énergie, ou, ce qui revient au même, de telle ou telle divinité majeure ou mineure. »

### Veda
Les mantra font partie intégrante des Samhitas du Veda. Le Rigveda est composé de mantra dans la  Samhita, et de Brahmanas (explications rituelles). Il contient environ 10552 mantra, classés en dix livres appelés Mandalas. L'élément de base de la Samhita du Rig-Veda est la ṛk (verset), mantra adressé à une divinité. Un sūkta (hymne) est composé de plusieurs versets ; c'est un groupe de mantra. Un des mantra les plus connus est le gāyatrī mantra.
Il existe également de très nombreux mantra dans les autres Samhitas que sont le Sama-Véda, le Yajur-Véda et l'Atharva-Véda.
Les mantra se présentent alors sous d'autres formes comme les sāman, chants du Sāmaveda, ou les formules du Yajur-Véda (yajus et nigada)(p192), et l'Atharva-Véda qui comprend 5987 Mantra répartis en 20 livres (Kandas).
Dans le védisme, les mantra sont traditionnellement considérés ayant été révélés, c'est-à-dire qu'ils n'ont pas été composés par des auteurs humains. Les hymnes védiques (suktas) ou les versets (Mantra) ont été vus, cognisés, et transmis oralement par les rishis (voyants). Ces rishis ne sont ni responsables du contenu des mantra, ni les auteurs des mantra.
Yaska, le plus ancien exposant de Veda, a clairement dit que ces rishis avaient reçu la connaissance sacrée, ou bien que la connaissance leur avait été révélée. Depuis des temps immémoriaux ces compilations ont survécu grâce à une tradition orale. Ils ne sont pas seulement identifiés comme des écritures sacrées, mais aussi considérés comme source de la culture indienne et de la civilisation humaine.

### Hindouisme
À partir du IVe siècle environ, avec l'hindouisme puranique et tantrique, l'usage des mantra, accompagné d'interprétations métaphysiques, devient de plus en plus important. Comme le souligne André Padoux : « Tous les rites à accomplir dans l'hindouisme, presque tous les actes quotidiens de la vie d'un hindou observant s'accompagnent en effet de mantras ; et cela est aussi visible dans l'Inde actuelle que ce dut l'être dans celle d'autrefois. »
Selon Pierre-Sylvain Filliozat, une « conception tantrique remarquable » est celle de l'école shivaïte Shaiva Siddhanta, dans laquelle « le mantra est conçu comme un être spirituel situé au plus haut de l'échelle théologique. C'est une âme libérée du monde de la transmigration, dont la puissance de conscience est universelle, est égale à celle de Shiva, mais qui reste inférieure à Shiva suprême, parce que celui-ci lui donne la charge de distribuer sa grâce aux âmes encore liées. Ce messager de la grâce divine prend pour exercer sa fonction un corps dont la matière est la parole ». Il poursuit en précisant que « la conscience pure de l'âme est conçue comme une puissance (shakti) de connaissance et d'action universelles. La nature d'âme libérée attribuée au mantra rend compte de son pouvoir efficace dans le rite. Sa nature de délégué de Dieu rend compte de sa fonction salvatrice ».
Dans le shivaïsme du Cachemire, en particulier chez Abhinavagupta, le mantra est un moyen d'acquérir des pouvoirs surnaturels (siddhi), avec un processus de déification du yogi.

### Bouddhisme
Dans le bouddhisme, on en trouve régulièrement dans les sutra du mahāyāna (ainsi que des dhāraṇī), et même quelques-uns dans le Canon pali. C'est dans le vajrayāna que leur emploi est « théorisé et systématisé en tant que moyen habile privilégié d'accomplissement spirituel ».

## Les mantra en pratique
Dès le IIe millénaire av. J.-C., les mantra ont été utilisés dans des rites védiques (yajña), puis avec l'avènement du bouddhisme (Ve siècle av. J.-C.), ils deviennent progressivement associés à la méditation. Les mantra sont également répétés sans cesse à des fins religieuses. Ils sont particulièrement utilisés dans les religions dharmiques.
Le mantra peut avoir pour objectif de canaliser le mental discursif, ou servir à des fins de protection, d'invocation ou de célébration d'une construction de temple. Ses vertus, conjuguées à l'intention et à la concentration du récitant, sont censées être bénéfiques.
Il peut être utilisé comme support de méditation. Le but de sa pratique peut être un bienfait physique, matériel ou spirituel. Elle peut s'effectuer dans le cadre d'un rituel, ou d'une pratique d'accomplissement (sādhana), incluant récitations, visualisations, mudrās, etc. Le récitant peut s'accompagner d'une mālā, sorte de chapelet comportant 108 grains. Le japa est la répétition continue et en nombre d'un mantra, généralement à l'aide d'une mālā, d'une dizaine à un millier de fois (le plus courant étant 108), et pouvant aller dans l'hindouisme jusqu'à plusieurs milliers de fois par jour.
Indépendamment du sanskrit et des mantra dans les religions indiennes, on trouve aussi des répétitions de mots ou formules invocatrices dans d'autres religions ou courants comme le christianisme (cf. litanies) ou le soufisme (cf. dhikr). Des pratiques chamaniques semblables existent dans les traditions amérindiennes.

## Exemples

### Bouddhisme
À titre d'exemple le mantra très connu au Tibet est le mantra de Tchenrézi, appelé familièrement le mani. Il se prononce aom mani pèmé houng en tibétain ou, en sanskrit, om manipadmé hum (ॐ मणिपद्मे हूम्). Sa récitation se fait en concurrence avec une visualisation très détaillée du Bodhisattva de la compassion, Tchenrézi en tibétain, ou Avalokiteshvara en sanskrit.

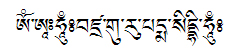
Mantra de Padmasambhava

Om mani padme hum

- Mantra de Guru Rinpoché (Padmasambhava): "Om Vadjra Gourou Padma Siddhi Houm"
- Mantra de sagesse de Mañjuśrī : "Om Ah Ra Pa Tsa Na Dhi"
- Mantra Nichiren du Sūtra du Lotus : "Hommage au soutra du lotus" ("Nam Myoho Rengué Kyo").
- Mantra de longue vie de Tārā blanche, il varie selon les diverses Tārās : "Om Taré Touttaré Touré Soha".
- Mantra de compassion de Tchenrézi (Avalokiteshvara), le mani (mantra) : "Hommage au joyau du lotus" ("Om Mani Padmé Hum").
- Mantra du Trikāya, le triple corps d'un Bouddha : "Om Ah Hum".
- Mantra Shingon de Mahavairocana : "A vi ra hum ham - Om vajradhatu Vam"
- Mantra du Sūtra du Cœur : "Allez, Allez, Allez au-delà, Allez complètement au-delà, de la profondeur de l'Éveil" ("Gaté, Gaté, Paragaté, Parasamgaté, Bodhi, Svaha")
- Mantra de Sangyé Menla, Bhaisajyaguru : tadyathā Oṃ Bhaiṣajye Bhaiṣajye Mahā Bhaiṣajye Rāja Samudgate Svāhā

### Hindouisme

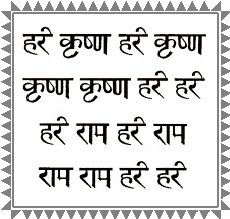
Mahāmantra

- Om̐ ou Aum : Mantra que l'on nomme aussi udgitha ou pranava mantra (« mantra primordial », le mot prāṇa signifiant également « vibration vitale »).
- Mahāmantra ou littéralement "grand mantra", comprend les noms de l'avatar Krishna (héro du Mahabharata) et de l’avatar Rāma (héro du Ramayana) deux œuvres épiques majeures de l'hindouisme : Haré Krishna Haré Krishna, Krishna Krishna Haré Haré, Haré Rāma Haré Rāma, Rāma Rāma Haré Haré
- La Gāyatrī désigne à la fois un mètre à huit syllabes et un mantra hautement vénéré issue du Rig Veda : Om bhur bhuvah svah tat savitur varényam / bhargo devasya dhimahi / dhiyo yo nah prachodayat.
- Le Mahamrityunjaya (traduit littéralement par "mantra de la conquête de la mort") connu également sous le nom de "Tryambakam Mantra", est un vers issu du Rig Veda, il est adressé à Tryambaka ("Celui qui a trois yeux"), qui est une épithète du Rudra ou Shiva : Om Tryambakam Yajamahe, Sugandhim Pushtivardhanam, Urvarukam iva Bandhanan, Mrityor Mukshiya Ma'mritat
- Om Namah Shivaya ou encore Panchakshara (cinq syllabes) est un des mantra du Sanatana dharma les plus populaires et le plus important du shivaïsme et du Siddha-Yoga.
- Mantra de Sarasvastî : Om Aing Sarasvatayé Namah Om.
- Mantra du Vaishnavisme : Om Namo Bhagavate Vasudevaya.

### Jaïnisme
Des invocations de Maîtres éveillés les Tirthankaras peuvent être récitées comme  mantra tel : Om namah Rishabhanatha. Le Namaskara Mantra est un exemple des mantras très usités et utilisés dans le jaïnisme.

### Sikhisme
Des mantras simples comme le nom de Dieu répété constitue une prière dans le sikhisme. Ainsi Naam ou Waheguru peuvent être considérés comme des mantras. Néanmoins le mantra le plus célèbre est le Mul Mantra.